# Rolando Rojo Redolés
Rolando Rojo Redolés (Ovalle, 10 de febrero de 1941) es un escritor y académico chileno. Ha publicado entre otros libros La muerte de la condesa Prokofich, Cuentos de barrio, El último invierno del abuelo y El cumpleaños.
Es primo del músico y poeta Mauricio Redolés.

## Biografía
Su padre era conductor de ferrocarriles, llevándolo a vivir a Santiago cuando tenía sólo un año. Debido a que el ambiente social de la capital no era apto para su hijo, decidió volver a Ovalle cuando Rolando tenía 12 años: cités, pasajes y prostíbulos empobrecidos, fueron vivencias que en el futuro plasmará en sus libros. Completó su enseñanza en el Liceo de Hombres de Ovalle.
Terminada la enseñanza media volvió a Santiago a titularse de profesor de Lenguaje.
Durante la Unidad Popular fue un activo militante del Partido Comunista y se desempeñó en labores en el Ministerio de Educación y como Visitador de Educación Primaria y Normal. El día del golpe de Estado fue detenido y torturado. Estuvo detenido en el Estadio Víctor Jara, coincidiendo con Víctor en el recinto, luego pasó varios meses en el Campo de Prisioneros Chacabuco, para luego exiliarse en Argentina. Una vez allí pasó varios meses en un refugio de exiliados de distintas nacionalidades en la Pampa Argentina, donde compartió como bibliotecario con exjerarcas nazis, nobles rusos y exiliados sudamericanos, experiencia que relata en su libro La muerte de la condesa Prokofich.
Regresó a Chile en 1976, luego del golpe de Estado en Argentina, a pesar de que varios de sus conocidos se habían exiliado en otros países.
Se ha desempeñado como docente en el Liceo de Niñas de Rancagua y la Universidad ARCIS, entre otros.
Ha ganado varios premios literarios y concursos municipales.

## Obras
- Como con bronca y junando. Comala Ediciones, Santiago de Chile, 1993.
- La muerte de la condesa Prokofich. Mosquito Comunicaciones, Santiago de Chile, 2002.
- Otros rostros en las ventanas de San Pablo. Editorial Don Bosco, Santiago de Chile, 2003.
- Viaje a las raíces y otros relatos. Bravo y Allende editores, Santiago de Chile, 2006.
- Cuentos de barrios. Bravo y Allende editores, Santiago de Chile, 2008.
- El último invierno del abuelo. Bravo y Allende editores, Santiago de Chile, 2010.
- El cumpleaños. Mago editores, Santiago de Chile, 2010
- El mundo no cambia en una tarde de sábado, Susy. Bravo y Allende editores, Santiago de Chile, 2012.
- Hoja de ruta de un escritor tardío. Bravo y Allende editores, Santiago de Chile, 2014.
- Putisimas. Bravo y Allende editores, Santiago de Chile, 2015.
- Siempre cuentos, antología personal. Bravo y Allende editores, Santiago de Chile, 2015.

## Premios destacados
- Primer Premio en concurso VII-VIII-X, «Javiera Carrera», 1984, 1985 y 1987.
- Premio Único Editorial Sinfrontera, 1987.
- Premio Pedro de Oña, Municipalidad de Ñuñoa. Cuentos, 1991.
- Mención Honrosa Premio Municipal de Santiago, 1994.
- Primer Lugar Concurso «Dolores Pincheira». SECH, Concepción, 1996.
- Premio Nacional del Libro y la Lectura. Cuentos, 1997.
- Premio Alerce. Novela, SECH, 2003.
- Mención Honrosa Premio Municipal de Santiago, 2009.
- Premio Pedro de Oña, Municipalidad de Ñuñoa. Cuentos, 2010.
- Premio «Teresa Hamel», Sociedad de Escritores de Chile, 2011.